# Luruaco
Luruaco – miasto w Kolumbii, w departamencie Atlántico.